# Netopýr řasnatý
Netopýr řasnatý (Myotis nattereri) je evropský netopýr z čeledi netopýrkovitých (Vespertilinidae) s charakteristicky světlými křídly a s bělavou srstí na spodní straně těla. Je jedním z druhů, které se vyskytují i v Česku na celém území státu. V Evropě se vyjma severní Skandinávie vyskytuje téměř všude a jeho areál zasahuje až do oblasti Blízkého východu a severozápadní Afriky. Druh poprvé popsal Heinrich Kuhl v roce 1817. Jsou známy dva poddruhy vyskytující se v severozápadní Africe a v oblasti Kavkazu; genetické studie na Pyrenejském poloostrově naznačují, že část tamější populace představuje vlastní kryptický druh. V Chýnovské jeskyni ležící nedaleko jihočeského města Tábor má největší přirozené evropské zimoviště. Nicméně druh většinou zimuje osamoceně ve skalních štěrbinách či štěrbinách staveb.
Má drobné tělo o hmotnosti 5–12 gramů, s rozpětím křídel mezi 245 až 280 mm. Z vrchní strany je tělo pokryto hnědou až hnědošedou srstí, na břišní části má sněhobílou barvu. Oproti jiným druhům má dvě řady brv na létací bláně, což umožňuje snadné rozpoznání druhu. Tyto brvy využívá jako hřeben, s jehož pomocí je schopen shrabávat drobný hmyz z listů a větviček do vaku, odkud je pak tlamou požírá. Potrava se skládá převážně ze zástupců dvoukřídlého hmyzu, ale taktéž z hmyzu pohybujícího se po zemi. Frekvence využívaná tímto druhem pro echolokaci leží mezi 23 až 115 kHz s největší energií okolo 53 kHz a pulzem trvajícím průměrně 3,8 ms.

## Rozšíření
Jedná se o poměrně běžný druh na území Evropy, pro který představuje největší nebezpečí postupný úbytek vhodných míst pro hnízdění (štěrbin ve starých budovách, střechách, doupných stromů) a postupný zánik vhodných biotopů (lesů, remízků atd.). V Evropě je chráněn za pomoci Směrnice o stanovištích vydané Evropskou unií v roce 1992.

## Taxonomie
V angličtině i v latině je název netopýra odvozen od rakouského novináře Johanna Natterera, vášnivého zoologa, který strávil 18 let v jižní Americe. Dříve byla k netopýru řasnatému řazena i japonská (Myotis bombinus) a východoasijská forma (Myotis schaubi), nicméně ty jsou nyní považovány za samostatný druh. Druh poprvé popsal Heinrich Kuhl v roce 1817.

### Synonyma
- Myotis escalerae (Cabrera, 1904)[3]

Z druhu jsou vyčleňovány dva poddruhy:
- Myotis nattereri nattereri (rozšířený v severní Africe, Evropě, jihozápadní Asii a Palestině)
- Myotis nattereri tschuliensis (rozšířený v oblasti Kavkazu, Iráku a Turkmenistánu)

V roce 2006 bylo genetickými testy zjištěno, že část populace netopýra řasnatého na Pyrenejském poloostrově představuje vlastně nový kryptický druh pojmenovaný Myotis escalerae. Je možné, že tato třetí linie může představovat významnou část jihoevropské populace.

## Popis

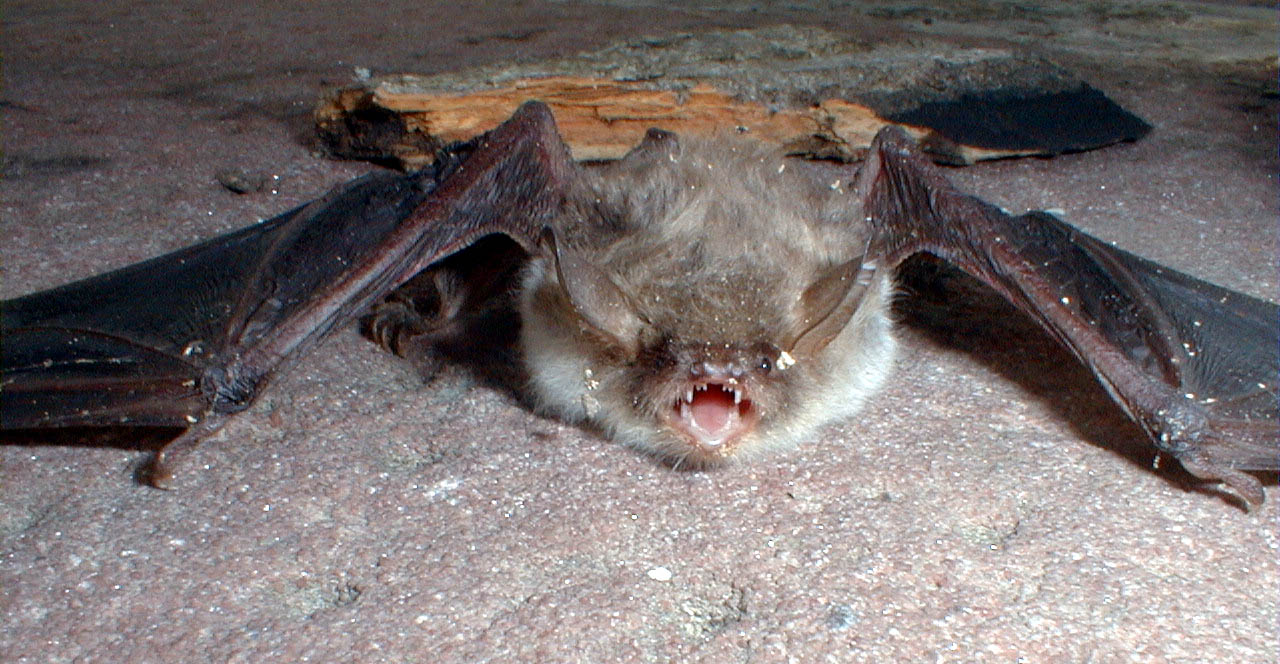
Detailní pohled na hlavu netopýra

Netopýr řasnatý je drobný netopýr o průměrné hmotnosti mezi 5 až 12 gramy mající rozpětí křídel mezi 245 až 280 mm. Tělo dosahuje velikosti 41 až 55 mm a je porostlé hnědou (jiný zdroj uvádí šedohnědou) srstí viditelnou taktéž na membráně mezi nohama, na spodní straně je srst viditelně světlejší než u jiných netopýrů (špinavě bílá). Chlupy na spodní straně jsou totiž dvoubarevné, kdy blíže k tělu jsou černé a na vrchu bílé. Z těla vyrůstá ocas o průměrné délce 38 až 49 mm. K bezpečnému určení druhu se využívá zvláštní úprava ocasní létací blány, která je na spodním okraji opatřena hustým lemem porostlým 1 až 2 mm dlouhými brvami. Ty vyrůstají ve dvou řadách na přední a v jedné na zadní straně okraje blány. Ostruha upínající blánu k noze je esovitě prohnutá. Samotná blána je napjatá mezi články čtyř prstů, paží a předloktím podobně jako u ostatních druhů netopýrů. Pouze palec je volný a opatřen malým drápkem. Létací blána je porostlá drobnými, téměř průhlednými chloupky.
Na hlavě netopýra se nachází blanité ušní boltce o délce 14 až 20 mm mající dlouhý oválný tvar, na špičce s ohrnutou blánou. Výška ušního víčka (tzv. tragu) je mezi 9 až 12,5 mm dosahující zhruba 2/3 výšky boltce. Charakteristický tvar uší se využívá jako rozlišovací znak od jiných podobně velkých druhů. V tlamě má netopýr řasnatý malé ostré zuby. Na hlavě se pak nachází dvojice malých očí a čenich.
Nejdelší zaznamenaný věk druhu prokázaný kroužkováním na území Česka je 23 let.

## Výskyt

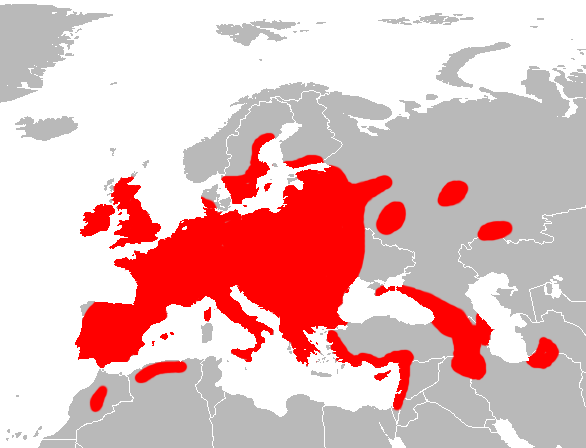
Mapa výskytu netopýra řasnatého v Evropě

Netopýr má západopalearktický areál výskytu a je tedy znám z většiny Evropy. Na západě je popsán od Irska až po evropskou část Ruska na východě. Areál zasahuje až do oblasti Kavkazu v Asii. Popsán byl taktéž v Turecku, Libanonu, Sýrii, Izraeli, Íránu až po Turkmenistán. Na severu se vyskytuje v jižním Švédsku a Finsku a na jihu zasahuje jeho areál přes Itálii až do severozápadní Afriky (pobřežní oblasti Maroka a Alžírska). Druh pravděpodobně dříve vyhynul na území Norska. Maximální nadmořská výška výskytu je 2000 m n. m. Většinou se vykytuje ve vlhkých oblastech a i v místech, kde panuje suché klima, se vyskytuje poblíž vodních těles.
Během léta se netopýr řasnatý ukrývá v blízkosti zdrojů potravy v dutinách listnatých i jehličnatých stromů, v budovách (štěrbiny ve střechách, ve zdech atd., vzácně i v podzemních dutinách) či ve speciálních budkách pro netopýry. V létě se mezi jednotlivými úkryty přesouvá. Vytváří kolonie od 5 do 40 jedinců, které se v průběhu léta přeskupují. Během jarních a podzimních přeletů hojně využívá vchody do jeskyní a jiných podzemních prostor. Nejdelší známý přelet mezi jarním, letním, podzimním a zimním stanovištěm je 90 km, jiný zdroj uvádí vzdálenost 120 km. Přelety mezi zimovištěm a letním stanovištěm trvají většinou do poloviny února až do poloviny května.
Na výskyt druhu má největší negativní dopad úbytek vhodných prostor pro ukrývání (úbytek doupných stromů, nevhodné přestavby budov a také vyrušování v době zimování) a úbytek potravních stanovišť. Na území severní Afriky je taktéž netopýr loven pro údajné léčivé účinky v místní tradiční medicíně.

### Výskyt v Česku
Netopýr řasnatý má největší přirozené zimoviště v Česku – a dokonce i v Evropě – na území národní přírodní památky Chýnovská jeskyně, kde zimuje několik desítek jedinců. Celkově se jedná o druh, který je průběžně nacházen na celém území státu, i když se nejedná o hojný druh. Nicméně v některých podhorských oblastech a taktéž v oblasti Jižních Čech se jedná o poměrně běžný druh, a to převážně v letních měsících. Z pozorování se taktéž zdá, že postupně dochází k nárůstu populace tohoto druhu, což může být vázáno na narůstající eutrofizaci vod a adaptaci druhu na kulturní krajinu. Nicméně dle kategorie zákonné ochrany v ČR se řadí mezi silně ohrožené druhy (dle nařízení vlády 166/2005 Sb.).

## Potrava
Jeho potrava je složena z létajícího dvoukřídlého hmyzu, ale pojídá také nelétavé bezobratlé, které sbírá z listí, větví či přímo ze země (například se jedná o zástupce pavouků, různé housenky denních motýlů, denní mouchy či škvory). K tomu využívá atypicky rostlé létací blány, kterou při napnutí využívá jako jakýsi kartáč, s jehož pomocí seškrabává drobný hmyz do vzniklého vaku tvořeného ocasní blánou. Z této kapsy netopýr následně snadno tlamou požírá. Létající hmyz loví za letu většinou na okraji lesů a parků.

## Chování
Netopýr řasnatý patří mezi usedlé netopýry, to znamená, že v průběhu života příliš nemění své stanoviště a je tak celoživotně vázán na malé území. Jeho let se dá charakterizovat jako pomalý s vysokou manévrovaností poblíž stromů, létá taktéž nad vodní hladinou.

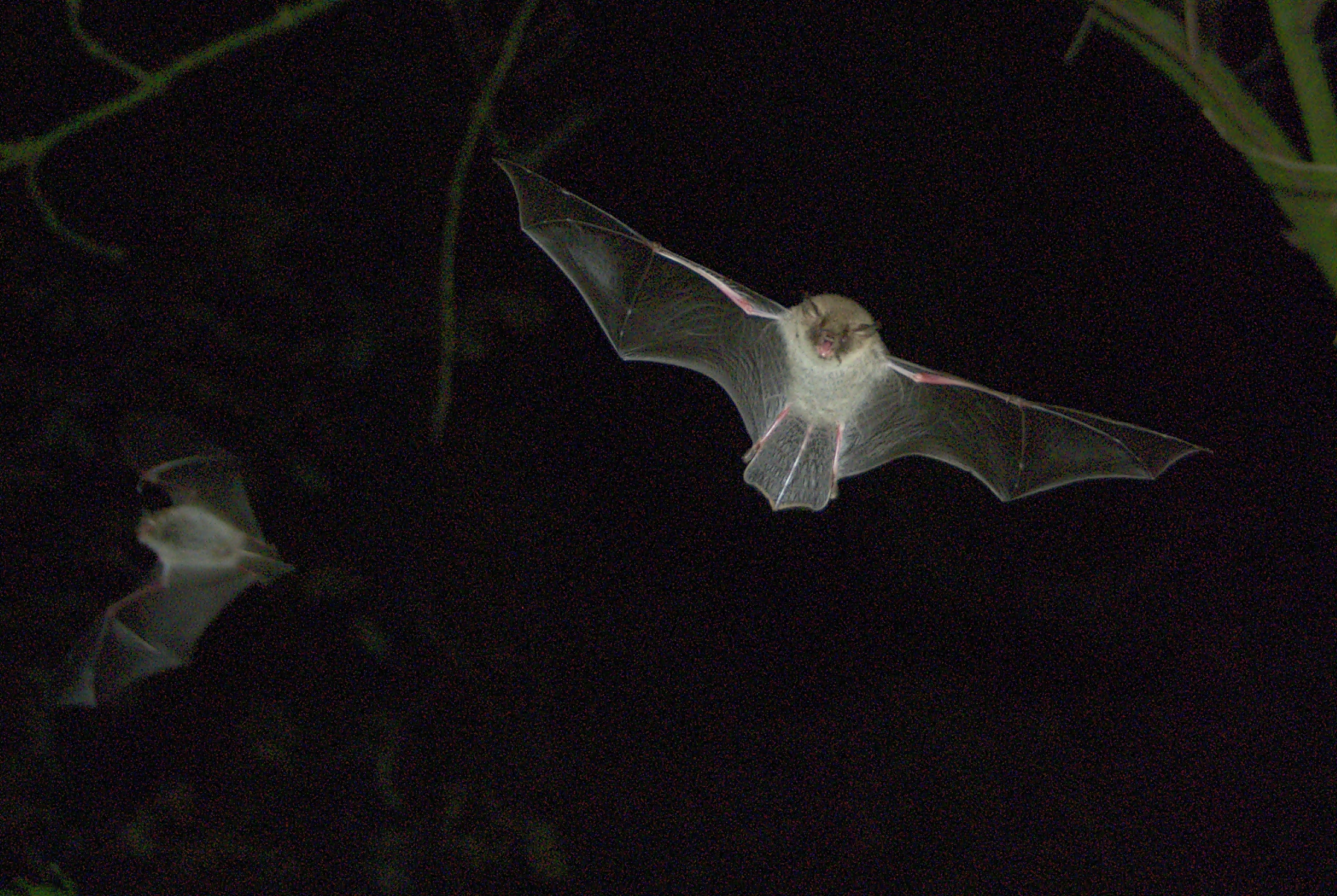
Netopýr řasnatý vyfotografovaný za letu

I přes to, že se jedná v Evropě poměrně hojný druh, nikde se nevyskytuje ve vysokém počtu. Dle pozorování v Jordánsku mohou dosahovat kolonie velikosti 250 až 300 jedinců, nicméně většinou jsou značně menší a čítají jen několik desítek jedinců.

### Echolokace
Frekvence využívaná tímto druhem pro echolokaci leží mezi 23 až 115 kHz s největší energií okolo 53 kHz a pulzem tvrvajícím průměrně 3,8 ms. Vysílané hlasy mají poměrně rychlý rytmus, a to 9 až 15 hlasů za sekundu; oproti netopýru vodnímu (Myotis daubentonii) a netopýru vousatému (Myotis mystacinus) jsou tišší.. Zachytitelný je na vzdálenost 5 až 20 m.

### Přezimování
Během přezimování netopýr zpravidla zimuje samostatně či jen v malých skupinkách, a to především ve vlhkých a studených štolách, jeskyních či v různých štěrbinách. Během zimování nesklápí ušní boltce nazad jako většina druhů rodu.

## Rozmnožování

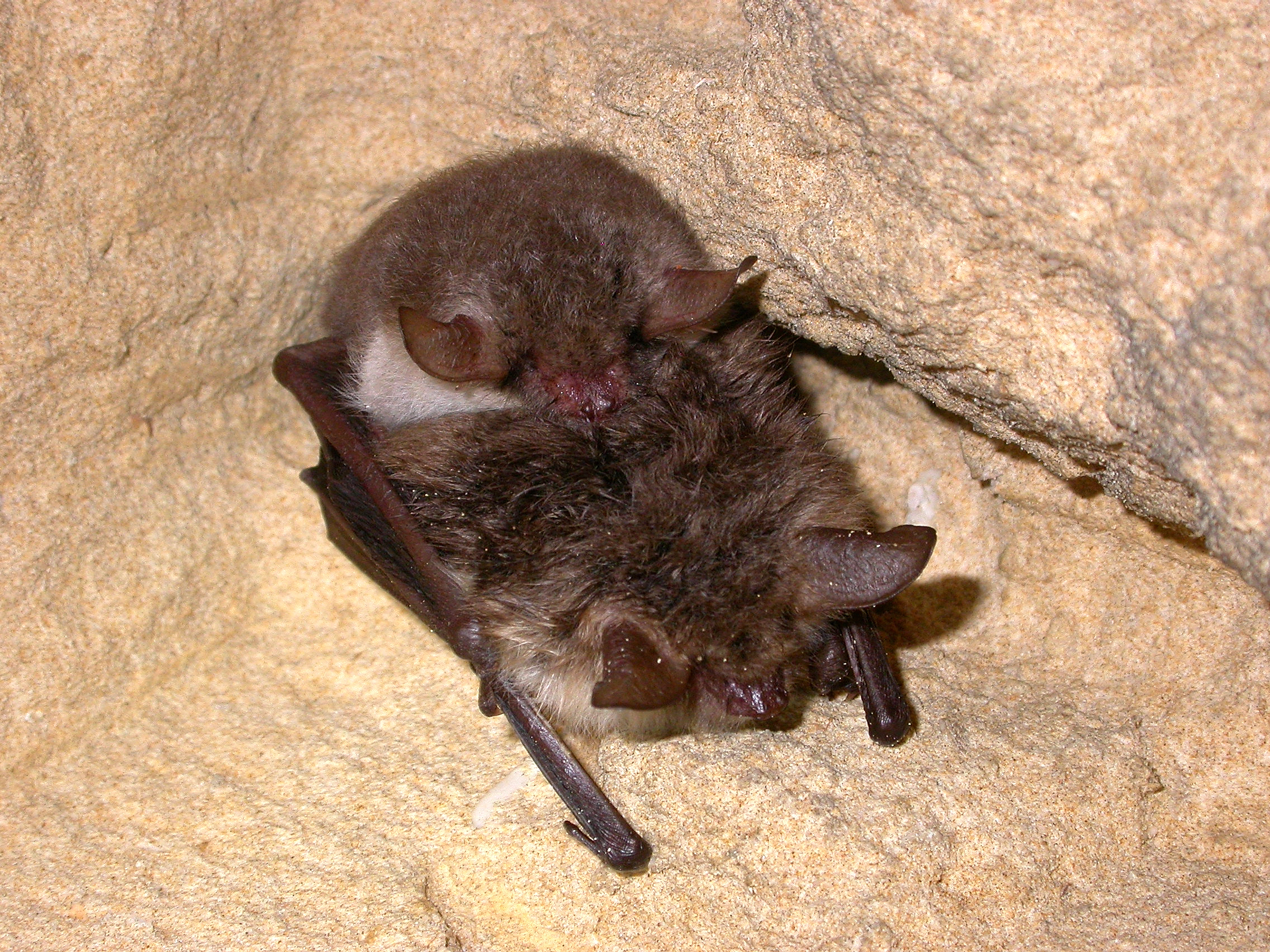
Pářící se netopýři řasnatí

K páření netopýra řasnatého dochází pravděpodobně i v průběhu zimování a zřejmě i na jaře. Uvolněné samčí spermie jsou inaktivní; dochází k jejich uložení v rozmnožovacím traktu samice. Aby přežily, jsou obaleny výměškem přídatných žláz samce bohatým na výživné látky.
Samice je březí v průměru 8 až 10 týdnů[zdroj⁠?!]. Během porodu se samice přichytí jak zadníma nohama, tak i předníma, čímž se celé tělo dostane do téměř vodorovné pozice. Ohnutý ocas společně s létací blánou vytvoří jakousi záchytnou síť, do které je mládě po porodu chyceno. Matka narozené mládě, které je slepé a holé, intenzivně olizuje a čistí. Po několik prvních dní je mládě zavěšeno na břiše matky. Po tuto dobu saje podobně jako ostatní savci mateřské mléko z páru bradavek. Matka mládě opouští pouze v době, kdy vylétává na lov, tehdy je mládě ponecháno zavěšené v úkrytu.

## Ochrana
Zástupci druhu jsou celoevropsky chráněni pomoci tzv. Směrnice o stanovištích vydané Evropskou unií v roce 1992. K tomu je ve většině států, kde se vyskytuje, chráněn ještě národní legislativou. V Česku je řazen mezi silně ohrožené druhy.